# The Uninvited (film 2009)
The Uninvited è un film del 2009 diretto dai fratelli Guard, remake statunitense del film sudcoreano del 2003 Two Sisters.
Il film, un thriller psicologico con elementi soprannaturali, è uscito nelle sale italiane il 29 maggio 2009, su distribuzione Paramount Pictures.

## Trama
La giovane Anna viene dimessa dalla clinica psichiatrica dove era stata in cura a causa di un tentato suicidio; la ragazza non riusciva a superare il forte trauma causato dalla tragica morte della madre, dovuta all'incendio della dépendance dove la donna giaceva gravemente malata. Al suo ritorno, Anna riabbraccia la sua amata sorella, Alex, ma scopre che Rachel, l'ex infermiera di sua madre, è diventata la compagna del padre; la tensione tra le due sorelle e Rachel è subito manifesta, e gli atteggiamenti della donna sembrano ipocriti e falsi. A causa di alcune sue visioni, Anna inizia, con Alex, a sospettare che Rachel sia colpevole della morte della loro madre, quindi le due cominciano ad indagare sull'identità della donna, scoprendo che il suo è uno pseudonimo.
In seguito a queste rivelazioni sospettano che ella sia in realtà la pluriomicida Mildred Kemp, tristemente nota per aver ucciso tre fratellini dopo averne sposato il padre. Anna rende note al padre le proprie ipotesi, ma trova la completa indifferenza di lui; quando quest'ultimo parte per lavoro, Anna ed Alex rimangono sole con Rachel, che inizia ad assumere degli strani atteggiamenti. Dopo aver scoperto che le due sorelle sono a conoscenza della sua vera identità, Rachel cerca di sedarle per poi ucciderle, ma Alex riesce a riprendersi e pugnala alle spalle la matrigna. Anna, la quale ha assistito all'omicidio mentre era in stato confusionale, confessa al padre appena tornato dal viaggio che cosa sia successo e che cosa Alex abbia fatto, ma lui, confuso, dice che la sorella è morta nell'incendio assieme alla madre. Questa affermazione svela il reale corso dei fatti: l'assassina di Rachel è Anna, da tempo in preda ad allucinazioni; l'incendio alla dépendance era stato causato per sbaglio da Anna stessa, che voleva vendicarsi del padre, colto a tradire la moglie con Rachel; nell'incendio perisce anche Alex, intenta ad occuparsi della madre moribonda. Anna viene arrestata e torna nella clinica psichiatrica; la sua vicina di stanza è Mildred Kemp, la supposta identità nascosta della matrigna.

## Produzione
Dopo la distribuzione del film Two Sisters in USA, i fratelli Charles e Thomas Guard acquisirono i diritti per la creazione di un remake, riuscendo a stipulare un accordo con la Dreamworks per la produzione. Il film avrebbe dovuto intitolarsi A Tale of Two Sisters, acquisendo quindi lo stesso titolo che l'originale aveva avuto per il mercato statunitense, tuttavia è stato successivamente rinominato The Uninvited.

## Colonna sonora
La colonna sonora del film è stata composta da Christopher Young e incisa da un'orchestra formata da 78 musicisti e un coro formato da 20 cantanti.

## Accoglienza

### Incassi
Il film ha incassato complessivamente 42,7 milioni di dollari al botteghino.

### Critica
A differenza dell'originale, The Uninvited ha ottenuto giudizi molto negativi dalla critica. Secondo l'aggregatore di recensioni Rotten Tomatoes, l'opera ha ottenuto un indice di apprezzamento del 32% e un voto di 4,55 su 10 sulla base di 129 recensioni. Secondo Metacritic il film ha ottenuto invece un voto di 43 su 100 sulla base di 24 recensioni.